# Осока стопоподібна
Осока стопоподібна, осока лапкоподібна (Carex pediformis) — вид трав'янистих рослин з родини осокові (Cyperaceae), поширений у Євразії від центральної Європи до Корейського півострова.

## Опис
Кореневище коротке або подовжене. Стебла ростуть у щільному чи нещільному жмуті, 25–40 см, стрункі, ≈ 1.5 мм завтовшки, трикутний, злегка шорсткуваті. Листки коротші або рівні стеблам плоскі шириною 2–3 мм, трохи жорсткі. Плоди жовто-коричневі при зрілості, яйцеподібні, трикутні, 2.5–3 мм.

## Поширення
Поширений у Європі (схід, центр, на північ до південної Скандинавії) та в Азії крім півдня.